# Rue de l'Embarcadère
La rue de l’Embarcadère est une voie de Charenton-le-Pont, en France.

## Situation et accès

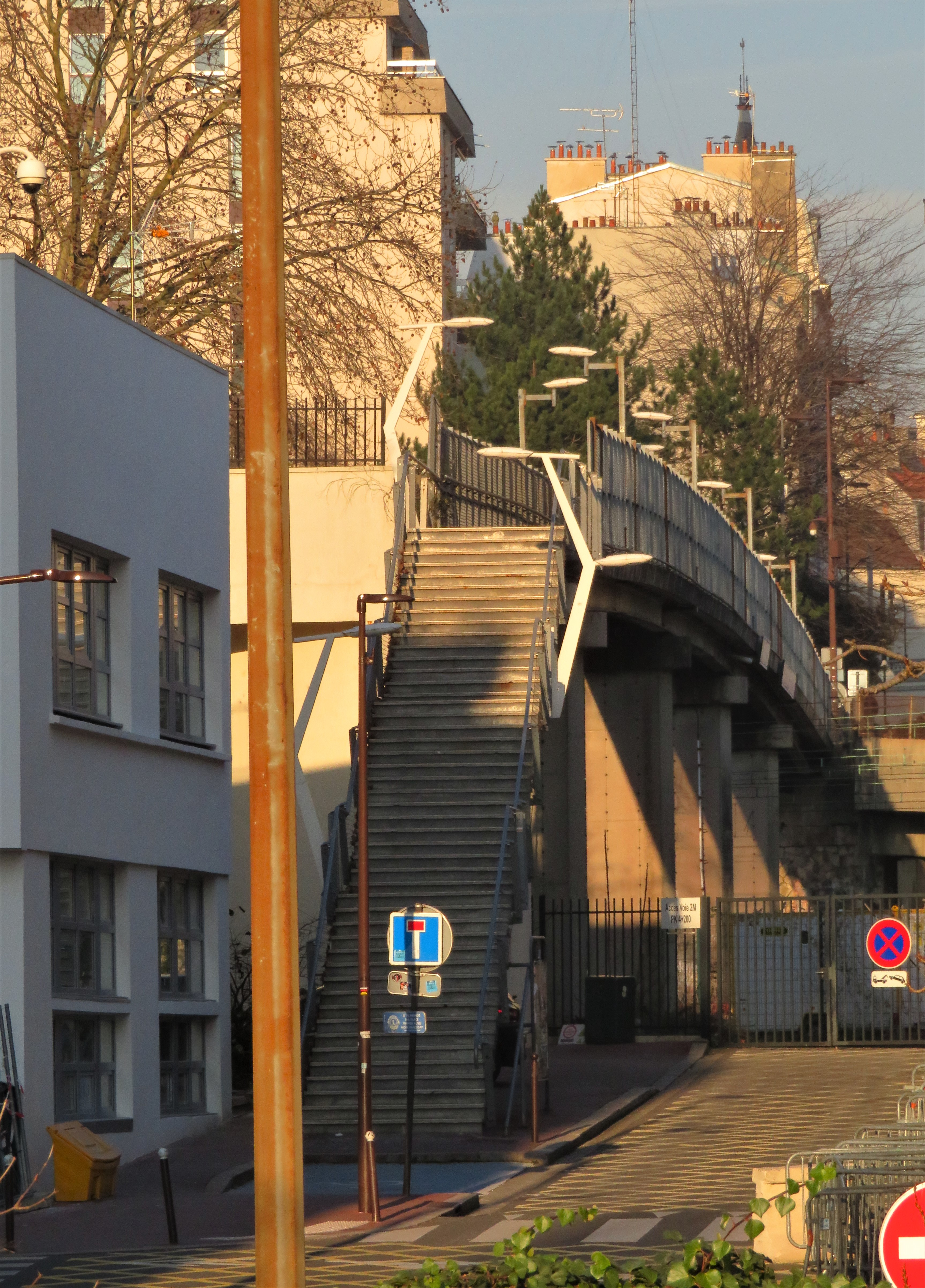
La passerelle du Kilomètre-4.

La rue de l’Embarcadère débute 22 quai des Carrières (à l’angle d’un des 3 uniques immeubles  préservés de l’ancienne rue des Carrières) et se termine en impasse en bas de l'escalier de la passerelle du km 4 qui enjambe la voie ferrée établissant une liaison piétonnière avec la rue Arthur-Croquette. La rue longe le lycée Robert-Schumann et forme le point de départ de la rue Robert-Schumann.
Elle est en sens unique de la rue Robert-Schumann au quai et comprend une courte piste cyclable dans le sens inverse de la circulation automobile.
Elle est accessible par la station de métro Charenton-Écoles de la ligne 8.

## Origine du nom

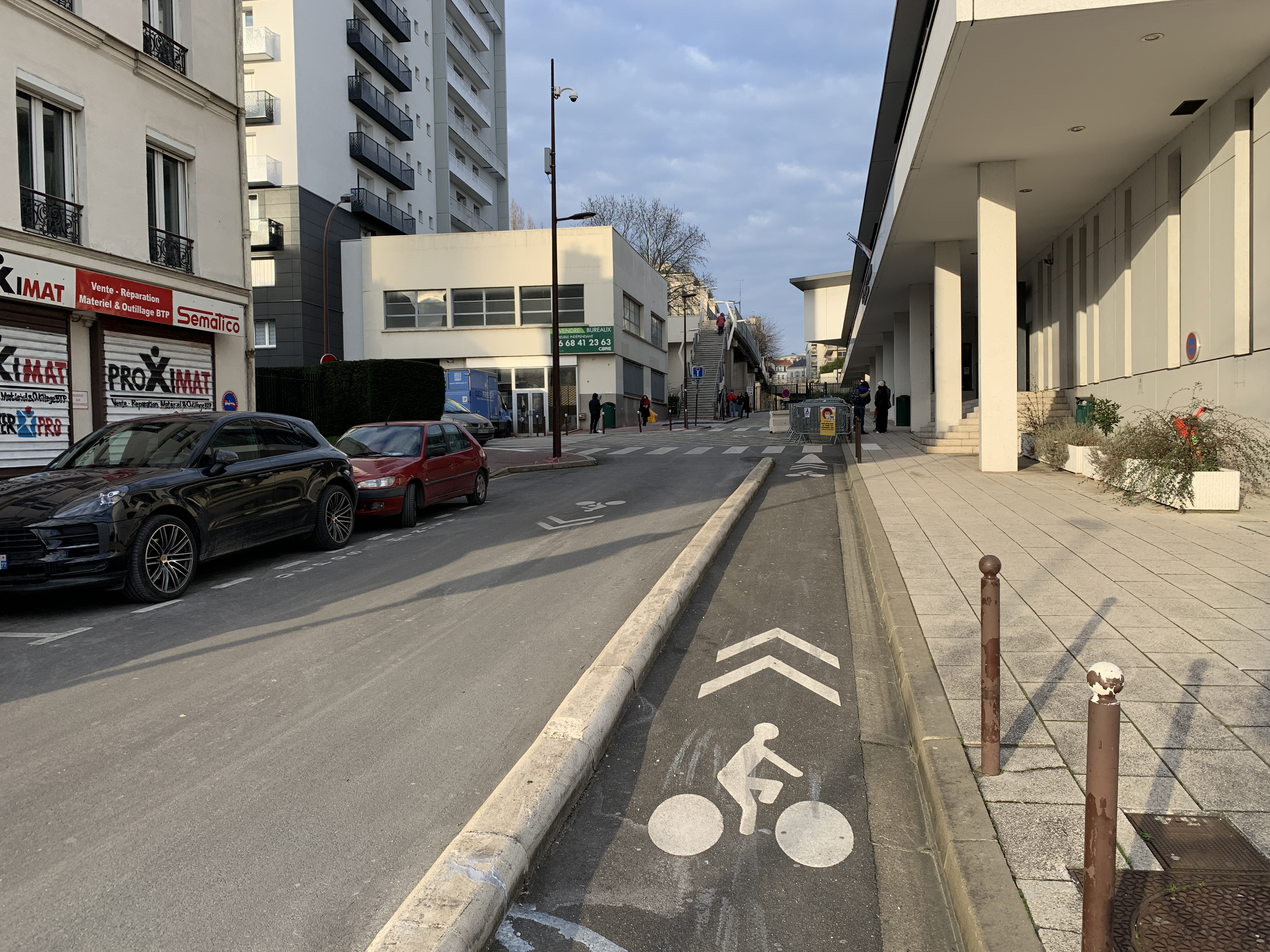
Extremité nord de la rue.

Son nom est lié à la desserte de l’ancien « embarcadère » (gare) de Charenton  fermé en 1942

## Historique
La rue est à l’emplacement de la partie sud-ouest de l’ancien Séjour du Roi donnée en 1615 à l’ordre des Carmes déchaussés qui y établissent le noviciat de la Congrégation. Le couvent comprenait une église édifiée entre 1623 et 1628 par l'architecte Christophe Gamard.
Un curieux phénomène d’écho se produisait à cet endroit avant la construction du couvent.
Les bâtiments du Couvent des Carmes sont vendus comme bien national à la Révolution puis utilisés par une entreprise de fonderie de 1822 à 1828 créée par deux ingénieurs anglais qui employait plus de 500 ouvriers, pour moitié d’origine anglaise. L’usine spécialisée dans la construction de machines à vapeur, de bateaux en fer et de rails fabriqua ceux de la première voie ferrée ouverte en France de Lyon à Saint-Etienne. 
L’usine liquidée en 1827 est reprise en 1837 par un ingénieur anglais, puis expropriée et démolie en 1848 pour la construction de la ligne de Paris à Lyon et de la gare de Charenton.
La rue de l’Embarcadère est ouverte à cette date de la rue de Paris au quai des Carrières pour donner accès à la gare nommée « embarcadère » à cette date.  Une passerelle est construite pour enjamber la voie ferrée et une autre sur la Marne pour desservir Alfortville. La première gare située au sud de la voie ferrée (côté quai), à l’emplacement de l’actuel lycée Robert-Schumann, est déplacée en 1905 de l’autre côté de la ligne. L’ancienne gare de voyageurs devient ensuite une gare de marchandises. Ces gares sont supprimées en 1942 lors du prolongement de la ligne 8 du métro à la station Charenton-Écoles.
La rue est renommée rue Arthur-Croquette en 1946 du nom d’un combattant de la Libération tué le 23 août 1944 sur le pont de Charenton.
Lors du prolongement vers 1975 de la rue Arthur-Croquette par une bretelle à l’emplacement de la partie nord de la rue du Séjour pour relier le centre de Charenton à l’autoroute A 4 et au pont de Charenton, sa partie basse entre la passerelle et le quai reprend son nom de rue de l’Embarcadère ,.